# Pycreus grammicus
Pycreus grammicus är en halvgräsart som först beskrevs av Gustav Kunze och Carl Sigismund Kunth, och fick sitt nu gällande namn av Charles Baron Clarke. Pycreus grammicus ingår i släktet Pycreus och familjen halvgräs. Inga underarter finns listade i Catalogue of Life.